# ホルティアティス山
ホルティアティス山（ギリシア語: Όρος Χορτιάτη, Χορτιάτης）は、ギリシャの中央マケドニアにある山。古代にはキッソス山として知られた。テッサロニキの南東に位置し、標高は1201メートルである。山麓にはテッサロニキ市のほか、いくつかの住宅地や村落がある。とりわけピライア＝ホルティアティス市のホルティアティス地区や、高級住宅地として知られるパノラマ地区は有名である。山容は樹林に覆われており、その一部はテッサロニキのセイフ・スー森林国立公園をなしている。テルマイコス湾で発生する滑降風には、ホルティアティス山にちなんだ名前がつけられている。
古代から現代にいたるまで、ホルティアティス山はテッサロニキの水供給に重要な役割を果たしてきた。後期ビザンティン帝国時代（1300年ごろ）には、山の北麓のホルタイテス修道院がテッサロニキ市街やその東の地域に、用水路を通して新鮮な水を供給していた。この用水路の一部は、いまなお保存されている。